# Lista de nebulosas difusas

## Nebulosas de emissão e de reflexão
- Loop de Barnard
- Nebulosa do Bumerangue
- Nebulosa da Bolha
- Nebulosa Califórnia
- Nebulosa Coroa Austral
- Nebulosa do Cone
- Nebulosa Crescente
- Nebulosa da Dupla Hélice
- Nebulosa da Águia
- Nebulosa Tromba do Elefante
- Nebulosa de Eta Carinae
- Nebulosa da Chama
- Nebulosa de Gum
- Nebulosa Laguna
- Nebulosa da América do Norte
- Nebulosa de Ômega
- Nebulosa de Orion
- Nebulosa da Pistola
- Nebulosa Roseta
- Nebulosa da Tarântula
- Nebulosa Trífida
- Nebulosa Cabeça da Bruxa
- M43
- M78
- NGC 248
- NGC 249
- NGC 256
- NGC 261
- NGC 267
- NGC 281
- NGC 299
- NGC 306
- NGC 346
- NGC 371
- NGC 395
- NGC 595
- NGC 604
- NGC 1435, nebulosa de reflexão nas Plêiades
- NGC 1491
- NGC 1535
- NGC 1579
- NGC 1714, NGC 1715
- NGC 1788
- NGC 1931
- NGC 1973, NGC 1975 e NGC 1977
- NGC 1999
- NGC 2014
- NGC 2022
- NGC 2023
- NGC 2078, Ghost's Head Nebula
- NGC 2174
- NGC 2261
- NGC 2440
- NGC 2736, a Nebulosa do Lápis
- NGC 3576
- NGC 3603
- NGC 6188
- NGC 6193
- NGC 6334
- NGC 6357
- NGC 6559
- NGC 6589
- NGC 6590
- NGC 6914
- NGC 7129
- NGC 7129